# Дом-музей Габриэле д’Аннунцио
Дом-музей Габриэле д’Аннунцио (итал. Museo casa natale Gabriele D'Annunzio) — дом XVIII века, в котором родился и вырос итальянский поэт и драматург Габриэле д’Аннунцио. С 1927 года здание является национальным памятником Италии. В 1963 году нём был открыт музей поэта, посвящённый его жизни и творчеству в Абруццо.

## История
Дом XVIII века был приобретен семьёй дʼАннунцио в XIX столетии. В 1927 году ему был присвоен статус национального памятника. С 1926 года, по заказу Габриэле дʼАннунцио, реставрацией здания занимался Антонино Либери. Поэт решил восстановить дом, в котором родился, в память о своей матери, Луизы Де Бедениктис, скончавшейся в нём в 1917 году. В 1928 году Габриэле дʼАннунцио перепоручил реставрацию здания Джанкарло Марони.
В 1933 году дом, находившийся на попечении Мариетты Камерленго, был приобретён государством, после чего продолжилась реставрация здания, завершившаяся в 1938 году.
Здание серьёзно пострадало во время бомбардировки Пескары во время Второй мировой войны. Реставрационные работы, начавшиеся сразу после окончания войны, были завершены в 1949 году. Дом-музей начал свою работу в 1963 году выставкой «Абруццо в жизни и творчестве Габриэле дʼАннунцио». Только в 1993 году в музее была организована новая выставка.

## Экспозиция
Собрание музея занимает первый этаж дома, в котором родился Габриэле д’Аннунцио. В девяти комнатах восстановлена обстановка, существовавшая при жизни в нём поэта и членов его семьи. Частично сохранена оригинальная мебель.
Экспозиция в вестибюле посвящена детству Габриэле дʼАннунцио. Здесь находятся стенды с фотографиями и цитатами из произведений поэта. Его диплом об окончании в 1881 году королевского лицея в Чиконьини-ди-Прато, указ о назначении Франческо Паоло Рапаньетта-дʼАннунцио мэром Пескары с 1879 по 1881 год и свидетельство о присвоении поэту в 1904 году почётного гражданства города Кьети за постановку пьесы «Дочь Иоира».
В первой комнате, бывшей гостиной, представлены две литографии — «Витторио Эмануэле II, король Италии» Пьетро Барабино и «Джузеппе Гарибальди в Марсале» Роберто Фокози, портреты дедушки и бабушки поэта по линии отца — Анны Жозефы Лолли и Антонио дʼАннунцио, а также картина «Похищение Прозерпины» анонимного автора XIX века.
В кабинете отца поэта, Франческо Паоло Рапаньетта-дʼАннунцио, находится его детский портрет анонимного автора XIX века. В комнате также находится музыкальный аналой брата поэта Антонио дʼАннунцио, японское блюдо XIX века с изображением пейзажа с фигурами, две литографии — «Торквато Тассо в госпитале Святой Анны в Ферраре» и «Торквато Тассо при дворе короля Франции» Фердинандо де Маттейса, две гравюры «Святой Себастьян» и «Святой Иоанн Креститель» и картина «Бегство Энея из охваченной пожаром Трои» также анонимного автора XIX века.
В следующей комнате Габриэле и его брата Антонио стоят две кровати XIX века, над которым висят картины «Святой Альфонсо Мария де Лигуори» и «Непорочная Богоматерь», стоит шкаф с зеркалом XVIII века и деревянная скамейка для молитвы XIX века. На стене висит витраж «Несение креста».
Следующая комната была будуаром тёти поэта по линии отца, Мариэтты дʼАннунцио, умершей в 1906 году. В комнате находится эстамп XIX века «Мадонна с семью мечами» Пальмароли, фотография Луизы Де Бенедиктис, матери поэта, портрет переводчицы его произведений Марии Вотруба-Гуэреновы кисти Сека и резной деревянный ящик.
В спальне родителей поэта стоит копия кровати, на которой он родился 12 марта 1863 года. Настоящая была украдена в послевоенные годы. Здесь находится акварель Микеле Кашеллы «Комната Луизы д’Аннунцио» (1940), две статуи из папье-маше «Святая Анна» «Пресвятая Дева Мария в детстве», литографические оттиски «Ужин Святого Григория Великого» Паоло Веронезе, «Непорочная Богоматерь» Фердинандо Де Маттейса, «Введение Пресвятой Девы Марии в храм» Тициана Вечеллио и «Святое семейство со Святым Иоанном Крестителем» Рафаэля Санти. Здесь также находится латунная жаровня и кресло — часть оригинальной мебели.
В следующем зале находятся стенды с фотографиями коммуны Франкавилла-аль-Маре, скита Сан-Вито-Кьетино, аббатства Сан-Клементе в Казаурии, замка Казоли, а также с письмами и цитатами из произведений Габриэле дʼАннунцио. Здесь же две литографии Базилио Кашелла «Луиза дʼАннунцио» и репродукция «Кающейся Магдалины» Тициана Вечеллио, диван работы Франко Суммы.
Далее комната рядом с кухней, где стоят стенды, повествующие о развитии Пескары, возведении собора Сан-Четтео, реконструкции дома в 1926—1938 годах, свадьбе Марии Ардуэн и Габриэле дʼАннунцио в 1883 году и свадьбе поэта и актрисы Элеоноры Дузе. В зале также выставлены в витринах предметы, принадлежавшие Габриэле дʼАннунцио. На стенах коллекция фотографий и документов, а также картина «Ребекка и Элиэзер у колодца» анонимного автора XVII века.
В следующей комнате экспонируется гипсовый слепок правой руки и лица Габриэле дʼАннунцио, картина Арриго Минерби 1938 года, стенды с фотографиями гробницы Луизы дʼАннунцио в соборе Сан-Четтео, несколькими работами Габриэле дʼАннунцио, иллюстрациями Адольфо де Каролиса, Дуилио Камбеллотти и Джузеппе Челлини.
В гостиной размещены стенды, посвящённые событиям Первой мировой войны, с фотографиями, сделанными поэтом, и униформой некоторых частей армии королевства Италия. На этом экспозиция заканчивается.